# Telluria
Telluria es un género de bacterias gramnegativas de la familia Oxalobacteraceae. Fue descrito en el año 1993. Su etimología hace referencia a Tellus, la diosa romana de la tierra. Son bacterias aerobias y móviles por flagelos. Anteriormente formaban parte del género Pseudomonas. Pueden crecer de forma individual, en parejas o en cadenas cortas. En ocasiones forman células filamentosas de 30 μm de longitud. Se encuentran en suelos. 

## Taxonomía
Actualmente sólo hay dos especies descritas:
- Telluria chitinolytica
- Telluria mixta